# BOB3
BOB3 (Eigenschreibweise B·O·B·3) ist ein speziell für den Bildungsbereich konzipiertes Mikrocontrollersystem in Roboterform.
Das Konzept besteht aus dem BOB3-Roboter mit einem AVR-Mikrocontroller, einem ISP-Programmieradapter mit USB-Anschluss (ProgBob – in Form eines Astronautenhelms), und dem webbasierten ProgBob-Programmiertutorial. Der Roboter verfügt über einen Infrarotsensor, einen Temperatursensor und sechs Berührungssensoren als Eingänge und eine Infrarot-LED, zwei Multicolor-LEDs und zwei weiße LEDs als Ausgänge.
Die Roboterplatine kann von den Schülern auch selbst zusammengelötet werden. Anschließend lernen die Schüler in Kombination mit der webbasierten Lernumgebung Schritt für Schritt die textuelle C/C++-Programmierung kennen.

## Entwicklung
Das Mikrocontrollersystem und die Lernumgebung mit Programmiertutorial wurden 2016 von der Firma nicai-systems in Zusammenarbeit mit mehreren Schulen aus der Region Aachen
entwickelt und in einem Modellprojekt mit über 200 teilnehmenden Schülern im Frühjahr 2017 an mehreren Schulen getestet.

## ProgBob-Lernumgebung
Das webbasierte Tutorial ist für die Sekundarstufe I konzipiert und ist das Kernstück des Konzeptes.
Innerhalb der Lernumgebung gibt es kleine, grundlegende Einblicke in die C/C++ Programmierung, in Datenstrukturen, Sensorik, Farbmodelle und in die Datenübertragung.
Die Programme sind in einer Arduino-kompatiblen Syntax geschrieben, die Beispiele in den Tutorials sind intuitiv aufgebaut:
Mit den Touch-Sensoren und den LEDs wird BOB3 zur Taschenlampe oder zu einem Code-Schloss, mit dem IR-Sensor entwickeln die Schüler eine Einparkhilfe oder eine Alarmanlage. Mit dem Temperatursensor kann BOB3 kalt oder warm unterscheiden und die Information mit den Augen anhand der Farbe anzeigen. Zur weiteren Motivation gibt es auch Spiele, bei denen der Quelltext von den Schülern verändert werden kann.

## Alternative Programmieroberflächen
- Open Roberta mit NEPO, einer blockbasierten, grafischen Programmiersprache[6]
- Arduino

## Verwendung an Schulen
BOB3 wird inzwischen an einigen Schulen erfolgreich eingesetzt. Dabei haben sich zwei verschiedene Einsatzszenarien entwickelt:
- Die Schüler löten sich einen eigenen BOB3 zusammen, lernen mit ihm programmieren und dürfen den Roboter anschließend auch behalten.
- Die Schüler lernen mit fertigen BOB3 im Unterricht programmieren. Die Roboter verbleiben in der Schule.